# Kuća trgovca Jordana Zlatkovića
Kuća trgovca Jordana Zlatkovića je građevina u Nišu, nalazi se na Trgu Kralja Milana broj 5. Kao deo spomeničke celine ima status spomenika kulture.

## Istorijat
Sagrađena je u poslednjoj deceniji 19. veka, kao porodična kuća niškog trgovca Jordana Zlatkovića. U arhivskoj građi, nastaloj oko 1930. godine, kuća je bila vlasništvo trgovca Slobodana Anđelkovića, posednika "mlina Anđelković" i male tkačnice "Zlatna žica", koja se vodila na ime njegove žene Jelene. U dućanu u prizemlju prvobitni vlasnik je posedovao prodavnicu obuće, koja je do 1988. godine bila smešteia u njoj. U radnji, u prizemlju, još od vremena kada je ova zgrada, sa svim odlikama neorenesanse, nastala, prodaje se isključivo obuća.

## Gradnja kuće
Kuća je građena u duhu neorenesanse sa bogatom fasadnom plastikom i "polukružnim pilastrima povezanim reljefnim arkadamta". Po čitavoj dužini objekta pruža se balkon sa bogatom ogradom od gvožđa. Ime arhitekte nije sačuvano.